# San José del Potrero (Guanajuato)
San José del Potrero es una localidad del estado mexicano de Guanajuato. Es parte del municipio de León.

## Toponimia
El nombre «San José» hace referencia al santo patrono de la localidad: José de Nazaret.

## Demografía
| Gráfica de evolución demográfica |
|                                  |

| Censo | Población |
| ----- | --------- |
| 1900  | 220       |
| 1910  | —         |
| 1921  | 227       |
| 1930  | 230       |
| 1940  | 247       |
| 1950  | 196       |
| 1960  | 273       |
| 1970  | 405       |
| 1980  | 550       |
| 1990  | 581       |
| 2000  | 1 286     |
| 2010  | 1 581     |
| 2020  | 1 430     |